# Испанов, Ильяс Сапарбекович
Ильяс Сапарбекович Испанов — казахстанский государственный деятель. 

## Биография
Родился в селе Семхоз Бугунского района Чимкентской области КазССР. С 1993 по 1996 год работал бухгалтером филиала АБ «Ак-Бастау». В 1999—2000 годах занимал должность помощника акима Южно-Казахстанской области. В 2006—2007 годах был администратором судов Астаны. С сентября 2013 по июль 2016 руководил аппаратом Верховного Суда Казахстана. 4 июля 2016 года распоряжением акима Актюбинской области Бердыбека Сапарбаева при согласии президента Назарбаева был назначен акимом Актобе. 24 июня 2019 года снят с этой должности, его преемником стал Мавр Ергалиевич Абдуллин.

## Образование
Является выпускником Института рынка при КазГАУ (1996). В 2007 году окончил Лондонскую школу экономики и политических наук. В настоящее время учится в Российской академии народного хозяйства и государственной службы при Президенте Российской Федерации. Кандидат экономических наук. По специальности экономист и магистр государственного и муниципального управления.

## Личная жизнь
Жена — Сартаева Гаухар. Воспитывает четырёх детей: Асем, Чингиз, Бердибек и Зере Сапарбек. Владеет казахским, русским и английским языками.

## Награды
- Орден «Құрмет» (2008)
- Орден «Парасат» (2025)